# Cyclisme aux Jeux méditerranéens de 2005
Navigation
Édition précédente Édition suivante
Les compétitions de cyclisme des Jeux méditerranéens de 2005 se sont déroulées à Almeria en Espagne.
L'Espagne et la France ont remporté les 2 épreuves au programme.

## Programme
Deux épreuves masculines sont au programme : 
- la course en ligne d'une distance de 141 kilomètres ;
- le contre-la-montre d'une distance de 28 kilomètres.

## Podiums hommes
| Compétitions                 | Or                    | Argent                   | Bronze                    |
| ---------------------------- | --------------------- | ------------------------ | ------------------------- |
| Course en ligne individuelle | Mathieu Perget France | Stéphane Poulhiès France | Mauro Santambrogio Italie |
| Contre-la-montre individuel  | Jésus Tendero Espagne | Eladio Sánchez Espagne   | Florian Morizot France    |

## Tableau des médailles
| Rang  | Nation  | Or | Argent | Bronze | Total |
| ----- | ------- | -- | ------ | ------ | ----- |
| 1     | France  | 1  | 1      | 1      | 3     |
| 2     | Espagne | 1  | 1      | 0      | 2     |
| 3     | Italie  | 0  | 0      | 1      | 1     |
| Total | Total   | 2  | 2      | 2      | 6     |